# Solární lampa pouličního osvětlení

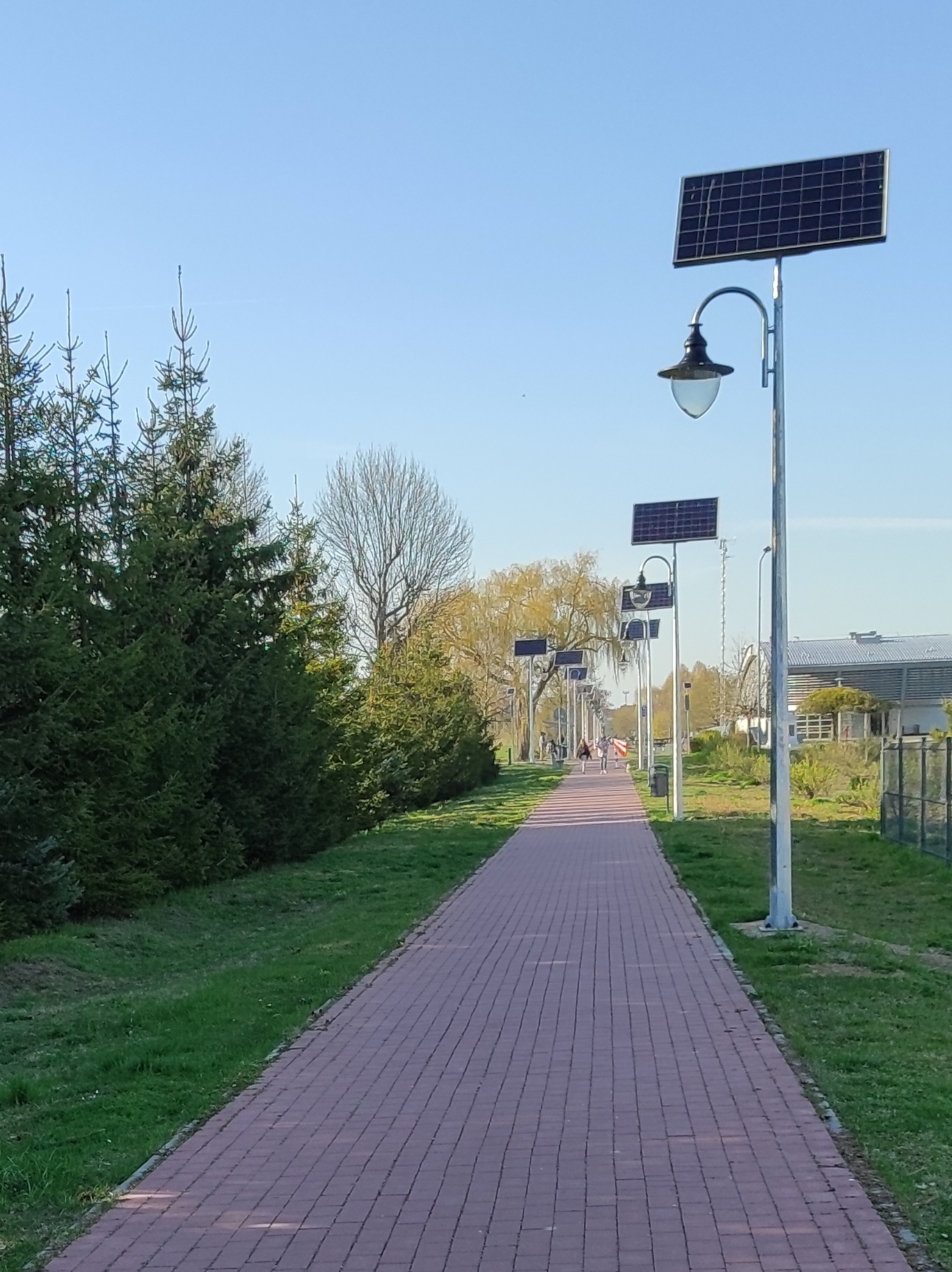
Solární veřejné osvětlení ve městě Opalenica

Solární lampa pouličního osvětlení je technický prostředek osvětlení veřejných komunikací a prostranství, nezávislý na elektrické energii z rozvodných kabelových sítí. Energii pro svícení získává přímo ze slunečního záření nebo denního tzv. difusního světla prostřednictvím solárního panelu, obvykle namontovaného na osvětlovací konstrukci nebo integrovaného do samotného sloupu. Solární panely přes den nabíjejí akumulátor, který pak v noci napájí zářivku nebo LED lampu.

## Funkce a vlastnosti
Ve dne získaná energie se pomocí elektronické řídící jednotky ukládá do akumulátoru. Po setmění se solární lampa automaticky rozsvítí a po rozednění opět automaticky zhasne.
Rozlišujeme solární lampy:
-severního typu =solární lampy dobře fungující zejména v zimním období bez servisu a externího dobíjení tj. v mírném zeměpisném pásmu
-subtropického typu = solární lampy dobře fungující celoročně v tomto podnebním pásu
-solární lampy rovníkového typu (mezi obratníky Raka A Kozoroha) rozdělujeme
- na tropické odolné vysokým teplotám a vlhkostem
- na pouštní odolné vysokým teplotám,prachu a abrazi pískem
Energii pro svícení čerpá z dobitého akumulátoru.
Provoz nočního svícení je možné zpravidla do řídící jednotky naprogramovat na různé varianty, odpovídající potřebám uživatele.
Svícení je realizováno zejména vysoce svítivými LED prvky.
Solární lampy veřejného osvětlení s výhodou používají systémy s nízkým provozním stejnosměrným napětím 12 V, které je bezpečné i při případném servisu.
Spolehlivá každodenní činnost solárního osvětlení je velmi závislá na konstrukci a správném dimenzování jednotlivých částí s ohledem na podnební podmínky, kde je instalováno.
Konstrukčně a dimenzováním je možné rozdělit solární lampy veřejného osvětlení
do dvou skupin:
- solární lampy veřejného osvětlení „severního typu“,
- solární lampy veřejného osvětlení „jižního typu“.

Mezi těmito dvěma základními typy existuje mnoho variant přizpůsobených konkrétnímu místu a podnebí instalace.
Solární lampy „severního typu“ můžeme instalovat i do jižních zeměpisných šířek, kde budou celoročně úspěšně svítit, ale konstrukce je dražší.
Solární lampy „jižního typu“ můžeme instalovat i do severních zeměpisných šířek, ale aby spolehlivě a úspěšně svítily v zimním období, bude nutné často externě dobíjet jejich akumulátory nebo je vyměňovat za dobité.
To je v mraze, náledí a závějích sněhu severních zeměpisných šířek problematické a spojené s dalšími finančními náklady a problémy spojenými s dodržováním bezpečnosti práce.